# Gumeng (Gondang)
Gumeng is een bestuurslaag in het regentschap Mojokerto van de provincie Oost-Java, Indonesië. Gumeng telt 403 inwoners (volkstelling 2010).